# أوجين سيمون
أوجين سيمون (بالإنجليزية: Eugene Simon)‏ (و. 1992 – م) هو ممثل تلفزيوني، وممثل أفلام، وممثل، وعارض، من المملكة المتحدة، ولد في إنجلترا.

## وصلات خارجية
- أوجين سيمون على موقع IMDb (الإنجليزية)
- أوجين سيمون على موقع روتن توميتوز (الإنجليزية)
- أوجين سيمون على موقع ألو سيني (الفرنسية)
- أوجين سيمون على موقع أول موفي (الإنجليزية)
- أوجين سيمون على موقع قاعدة بيانات الأفلام السويدية (السويدية)
- أوجين سيمون على موقع قاعدة بيانات الفيلم (الإنجليزية)
- أوجين سيمون على موقع كينوبويسك (الروسية)